# Lauerholz

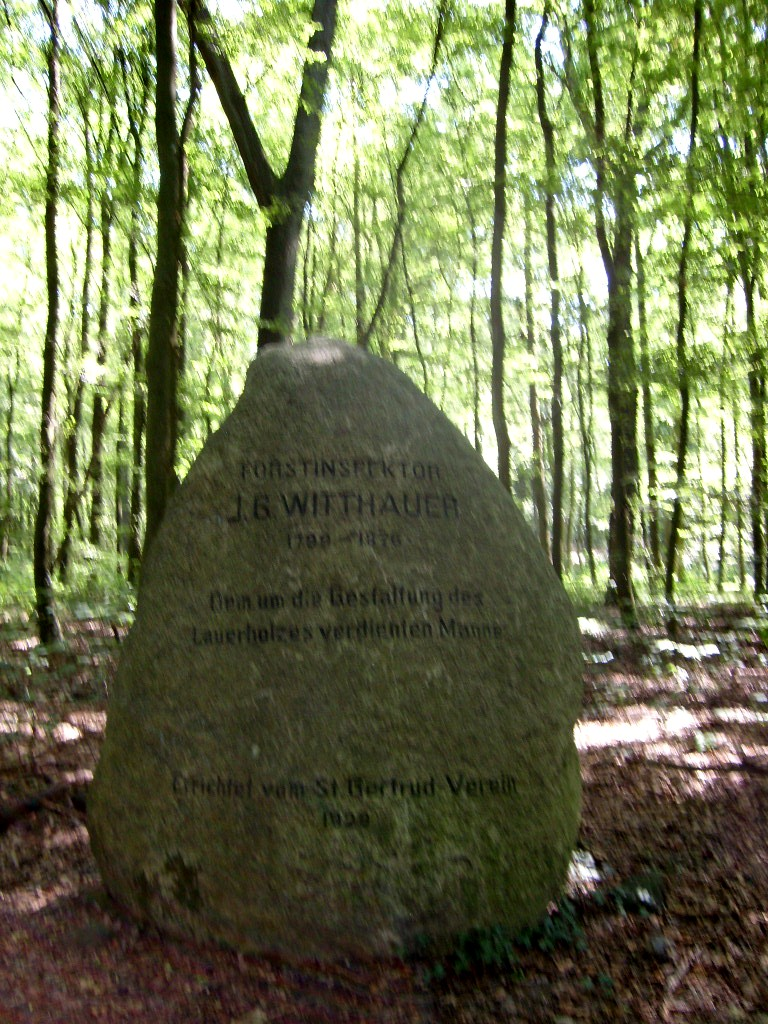
Der Witthauerstein im Lauerholz

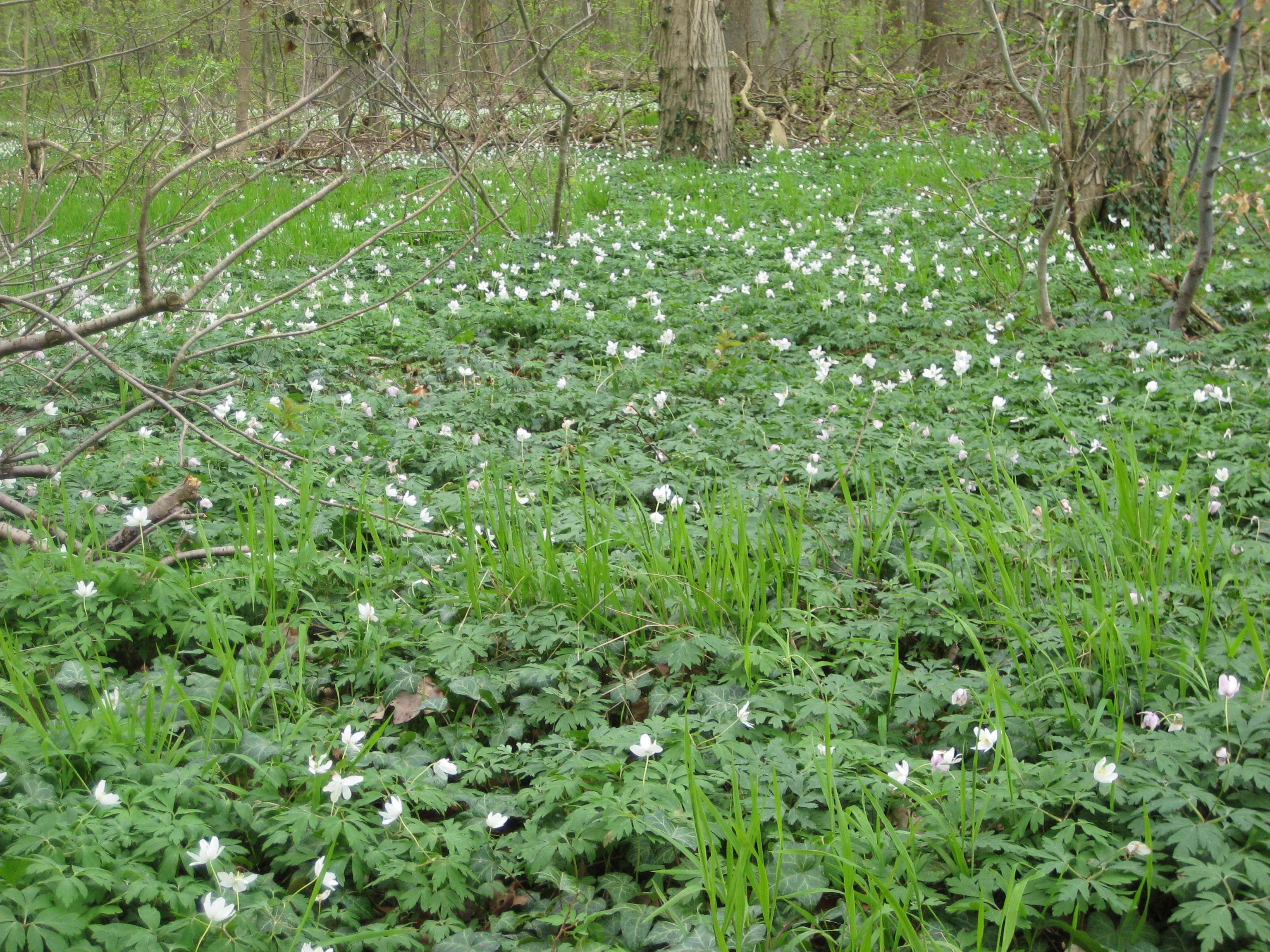
Frühblühende Buschwindröschen in der zweiten Aprilhälfte im Lauerholz

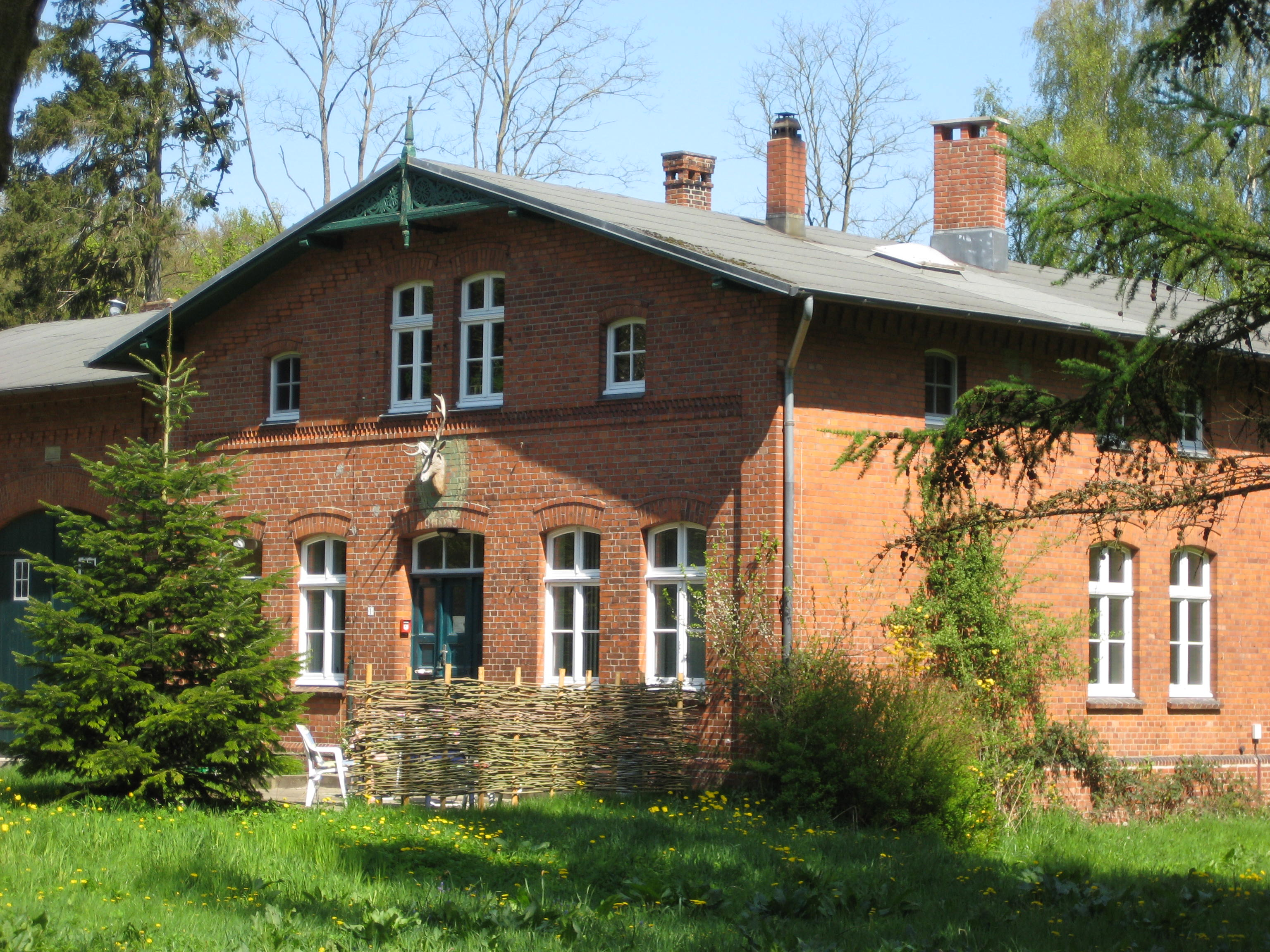
Ehemaliges Forsthaus

Das Lauerholz ist mit 960 Hektar Fläche der größte Stadtwald unter den Forsten der Hansestadt Lübeck, die aufgrund ihrer historischen Exklaven mit rund 4.600 Hektar zu den größten kommunalen Waldbesitzern in Deutschland zählt. Das Lauerholz ist überwiegend ein Hochwaldgebiet mit den Laubbaumarten Eiche, Rotbuche, Esche und Bergahorn, im östlichen Bereich An den Schießständen an Brandenbaum nimmt auf armen Böden mit der Kiefer der Nadelholzanteil stark zu.

## Lage
Das Lauerholz liegt geologisch im Lübecker Becken und befindet sich zwei Kilometer östlich der Altstadtinsel im Stadtteil Lübeck-St. Gertrud. Es ist eines der wichtigsten Naherholungsgebiete und die grüne Lunge der Stadt. Das Lauerholz umgibt gemeinsam mit dem Schellbruch und  der Trave den Ortsteil Israelsdorf mit dem Fischerdorf Gothmund und trennt auch den Stadtteil Lübeck-Schlutup vom übrigen Stadtgebiet. Durch das Lauerholz führen die Travemünder Allee als  Bundesstraße 75 nach Travemünde und die B 104 von Mecklenburg.

## Geschichtliche Entwicklung zum Erholungswald
Namensgebend war das ursprünglich im Norden des Waldgebietes gelegene Gut Alt-Lauerhof, das bereits in der mittelalterlichen Chronik des Lesemeisters Detmar erwähnt wurde. Dieses wurde auf Vorschlag des Försters Johann Georg Witthauer 1862 aufgeforstet und gemeinsam mit den älteren Israelsdorfer Forsten bewirtschaftet. Bereits zu Beginn des 19. Jahrhunderts wurde Lauerholz so im allgemeinen Sprachgebrauch zum Oberbegriff für das zusammenhängende Waldgebiet von Wesloe an der östlichen Stadtgrenze zum heutigen Mecklenburg-Vorpommern bis zu Schellbruch und Trave beim Stadtteil Karlshof. Im engeren Sinne ist das Lauerholz das Waldgebiet zwischen Travemünder Allee/B 75 und der nach Schlutup führenden Wesloer Landstraße. Auf einer Karte von Tilemann Stella von ca. 1560 im Landeshauptarchiv Schwerin wurde dieser westliche Bereich als Der Schwerin bezeichnet. Daran erinnert heute ein hölzernes Hinweisschild im Wald.
Die Bürgerschaft der Stadt Lübeck begriff das vor dem Burgtor und dem Burgfeld gelegene Landgebiet bereits um 1760 als Erholungsgebiet und setzte mit Aufforstungen systematisch den Gedanken des Erholungswaldes um. Dies wird auch durch die Namensgebung des bei Israelsdorf belegen Waldgebiets Lustholz deutlich, wo das streng geometrische kreisförmige Wegenetz des Sterns bereits im 18. Jahrhundert auch für Spaziergänger und nicht nur für Zwecke der Waldwirtschaft angelegt wurde. Eine Picknickwiese im Wald berücksichtigte die romantischen Interessen des städtischen Patriziats der Aufklärung.
Gleichzeitig stellt das Lauerholz aufgrund der räumlichen Nähe eine wichtige Energieressource der Stadt für Notfälle dar. Unter dem Protest von Naturschützern musste im 20. Jahrhundert zweimal nach den beiden großen Weltkriegen in Form von Kahlschlägen in den Vorrat eingegriffen werden, um 1919 und nach 1945 den Mangel an Kohle als Brennstoff für die Bevölkerung durch Brennholz auszugleichen.
Am 26. November 1926 stellte Wilhelm Ohnesorge im Namen des Heimatschutzes den Antrag, die Endmoräne in Lauerholz, den Buchberg bei Ritzau, zwei Kuppen bei Ritzerau und den gesamten Lübecker Os unter Denkmalschutz zu stellen.
Den Südrand der nördlichen Hauptendmoräne bilden die Orte Bardowiek, Lauen, Schlutup, Israelsdorf, Schwartau, Cleve und Stockelsdorf. Als der Wald durch einen Generalsiedlungsplan zu einem Erholungsgebiet erklärt werden sollte, wurde am 28. April 1927 unter der Führung Ohnesorges eine Begehung des nördlichen Lauerholzes unternommen. Der Schutzgedanke wurde untermauert, indem die Folgen eines Unterlassens vor Augen geführt wurden. Die Wanderung begann an der Sandabnahme durch städtische Betriebe am Fährberg beim Behnturm, führte über die Reste des Königsbergs und endete beim Kahlschlag am Deepenmoor. Am Ende des Ausfluges plädierte er für die Ausweitung des Schutzes vom Wald auf die Moränenhügel.
Als der Generalbesiedlungsplan vorsah das Lauerholz zum Naherholungsgebiet zu erklären, fand am 28. April 1928 eine Begehung durch den Verein und aller hierzu eingeladenen Forstbeamter statt. An deren Ende wurde einstimmig beschlossen, sowohl den Wald als auch die Endmoränenhügel unter Schutz zu stellen.
Dies führte 1950 mit zur Einstufung des inzwischen 822 Hektar großen Lauerholz als Landschaftsschutzgebiet.

## Bewirtschaftung
Der Senat der Stadt beschloss bereits 1995 ein Konzept der Naturnahen Waldnutzung.
Die Bewirtschaftung erfolgt bei allen Lübecker Forsten seither nachhaltig nach den Grundsätzen ökologischer Waldnutzung. Auch das Lauerholz ist seit 1997 vom Forest Stewardship Council zertifiziert. Dies schließt Kahlschläge und Monokulturen zugunsten einer Einzelbaumbewirtschaftung aus.
Weitere Stadtforsten im engeren Sinne, also im Stadtgebiet an Siedlungsgebiet angrenzend gelegen, sind der Forst Waldhusen im Stadtteil Kücknitz mit dem Forsthaus Waldhusen von 1765, der Forst Falkenhusen an der Wakenitz und der Forst Blankensee, beide im Stadtteil Lübeck-St. Jürgen.

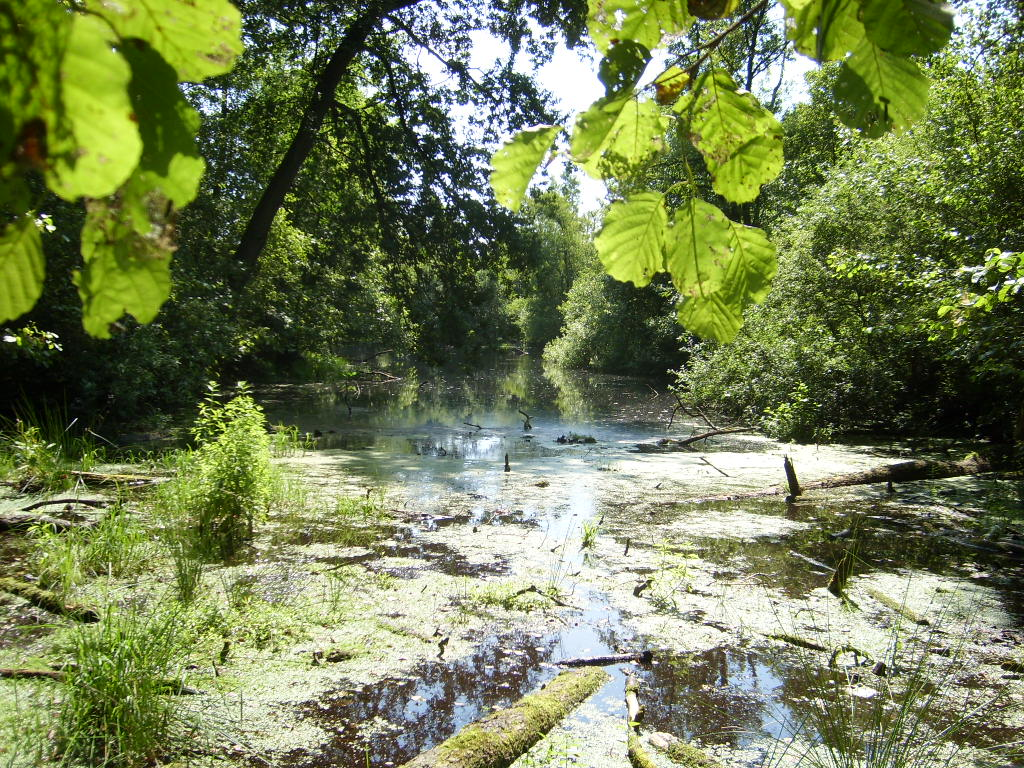
Sommer im Großen Depenmoor des Lauerholzes

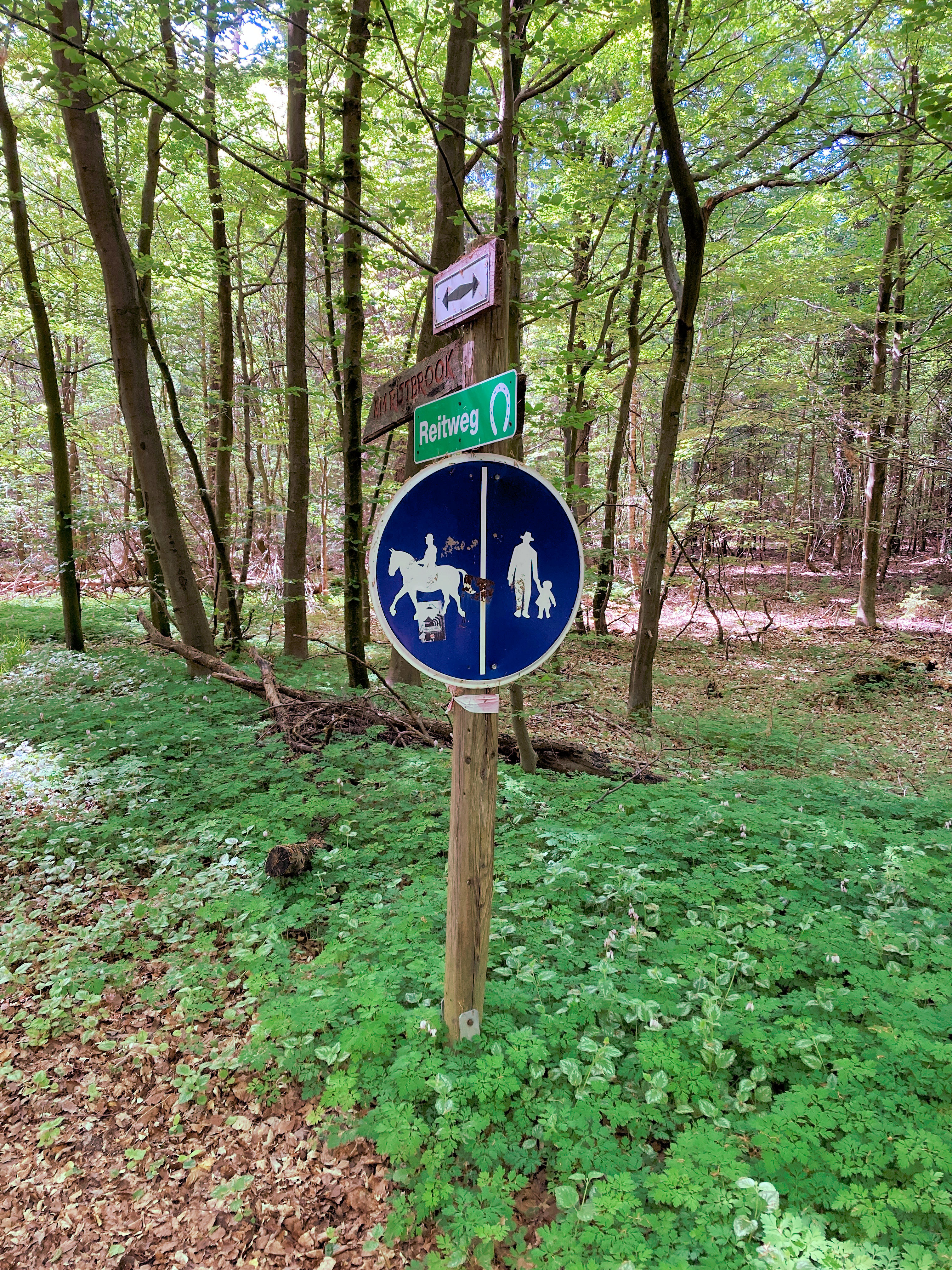
Beschilderung im Lauerholz; die Ausführung mit dem männlichen Fußgänger wurde 1971 durch eine neue Version mit einer Fußgängerin ersetzt, so dass sich dieses Schild zum Aufnahmezeitpunkt 2023 bereits seit mindestens 52 Jahren an seinem Standort befand.

## Gewässer im Lauerholz
Als größeres Fließgewässer durchzieht die Medebek den westlichen Teil des Lauerholzes von Ost nach West. Im Osten bildet der Lübecker Landgraben die Grenze zum anschließenden Staatsforst Schönberg in der Palinger Heide entlang der Landwehr (Schwedenschanzen) der ehemaligen Lübecker Stadtbefestigung und dem Kolonnenweg der ehemaligen innerdeutschen Grenze.
Daneben finden sich im Lauerholz noch etliche Standgewässer und etwa 74 Hektar Niedermoorflächen, die von einigen Wasserflächen abgesehen auch baumbestanden sind. Dies obwohl man wegen vom Lauerholz ausgehender Mückenplagen 1912 unter Begleitung von Naturwissenschaftlern begonnen hatte, die Standgewässer zu erfassen und zu beseitigen. Bekanntestes Moor ist das Depenmoor, in dem der Maler und Kunstfälscher Lothar Malskat lebte und arbeitete.